# Summer Game Fest
Summer Game Fest é um evento ao vivo de video game organizado e apresentado pelo jornalista de jogos Geoff Keighley. O evento ocorre anualmente em várias transmissões ao vivo durante o verão americano. Foi criado em 2020 após o cancelamento de eventos proeminentes da indústria, como a Gamescom e a agora descontinuada E3, devido à pandemia de COVID-19.

## Lista de eventos
| Nome do evento        | Data de início      | Data de término      |
| --------------------- | ------------------- | -------------------- |
| Summer Game Fest      | 1º de maio de 2020  | 24 de agosto de 2020 |
| Summer Game Fest 2021 | 10 de junho de 2021 | 22 de julho de 2021  |
| Summer Game Fest 2022 | 9 de junho de 2022  | 12 de junho de 2022  |
| Summer Game Fest 2023 | 8 de junho de 2023  | 8 de junho de 2023   |
| Summer Game Fest 2024 | Junho de 2024       | Junho de 2024        |
| Summer Game Fest 2025 | 6 de junho          | 9 de junho           |

## História

### 2020

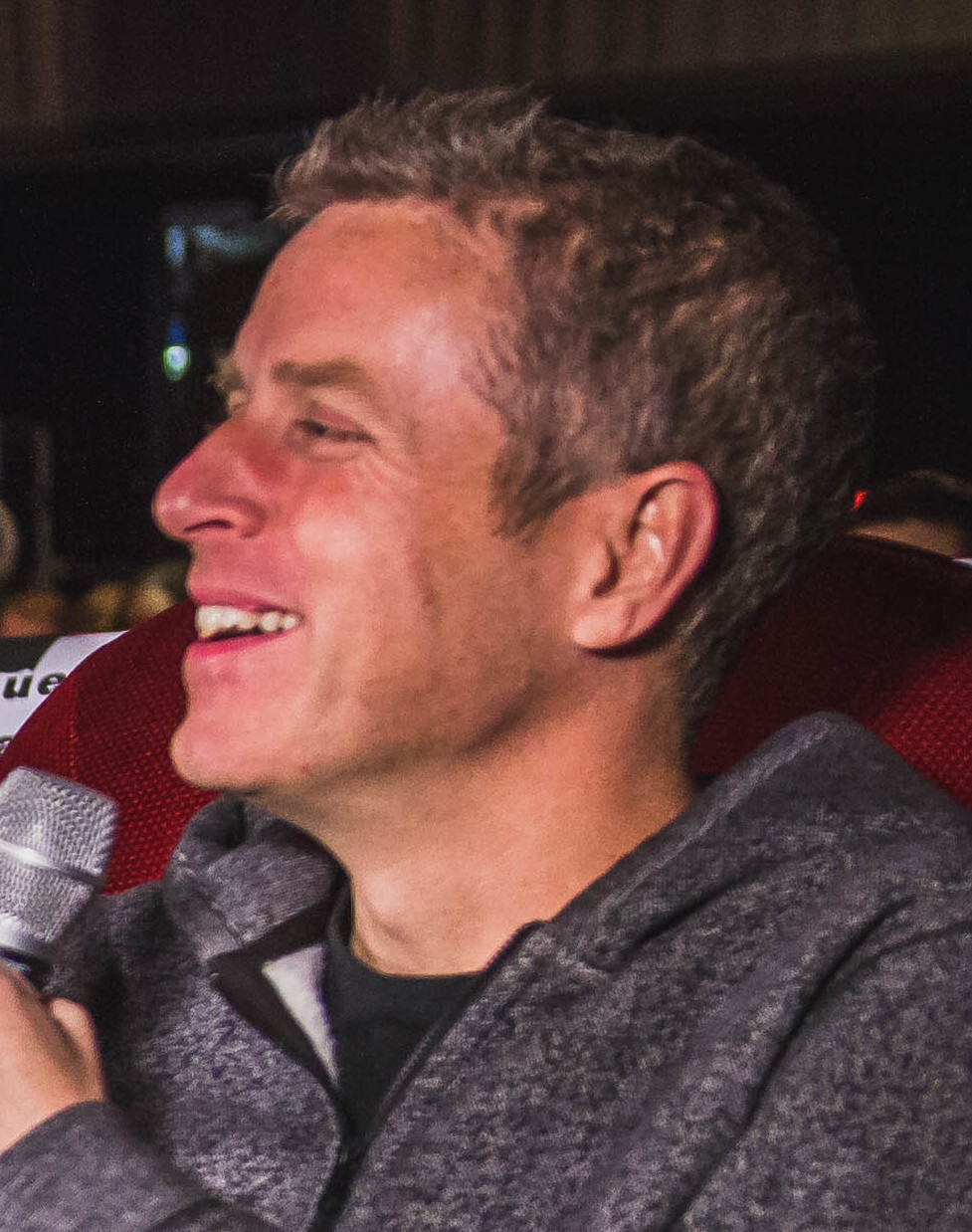
Criador e anfitrião do Summer Game Fest, Geoff Keighley

O jornalista de jogos Geoff Keighley colaborava com a ESA desde antes de 2000 para apoiar a convenção E3, geralmente realizada em junho de cada ano, incluindo a gestão do E3 Coliseum, um evento paralelo para dar mais exposição a desenvolvedores e seus jogos do que as conferências de imprensa padrão. Antes do planejado E3 2020, a ESA havia anunciado várias mudanças em sua abordagem, visando o conteúdo do show para o que descrevia como um "festival para fãs, mídia e influenciadores". Essa mudança de abordagem foi criticada por alguns na indústria,[carece de fontes?] e a Sony Interactive Entertainment anunciou que não participaria do evento, após não participar da E3 2019, pois a visão oferecida pela ESA não correspondia às suas expectativas; Keighley também optou por não participar do evento, observando que não se sentia "confortável em participar" devido às mudanças.
Devido à pandemia de COVID-19, a ESA cancelou o evento físico da E3 em 2020. Keighley começou a trabalhar com vários desenvolvedores e editoras para realizar um Summer Game Fest de quatro meses, de 1º de maio a 24 de agosto de 2020, ajudando desenvolvedores e editores a realizar transmissões ao vivo e outros eventos em substituição ao cancelamento da E3 e Gamescom. Ao lado do Summer Game Fest, Keighley promoveu o terceiro Steam Game Festival, seguindo o The Game Awards 2019 e da Game Developers Conference cancelada anteriormente em 2020, que ocorreu de 16 a 22 de junho de 2020. Mais de 900 jogos tinham demos disponíveis no Steam para os jogadores experimentarem, juntamente com uma série de entrevistas com desenvolvedores durante o período. Um evento semelhante para jogos do Xbox One ocorreu de 21 a 27 de julho de 2020, como parte do Summer Game Fest.
Entre os jogos e anúncios feitos durante o Summer Game Fest 2020, estão:
- Tony Hawk's Pro Skater 1 + 2, uma versão remasterizada de Tony Hawk's Pro Skater e sua sequência para sistemas modernos.[15]
- Unreal Engine 5, a próxima iteração do motor de jogo da Epic Games a ser lançada em meados de 2021.[16]
- Star Wars: Squadrons, um novo jogo da Motive Studios e Electronic Arts com combate de equipe usando as espaçonaves do universo Star Wars como X-wings e TIE fighters.[17]
- Crash Bandicoot 4: It's About Time, uma sequência da trilogia original de jogos Crash Bandicoot no console original PlayStation, desenvolvido pela Toys for Bob e Activision.[18]
- Cuphead sendo lançado para o PlayStation 4.[19]

### 2021
O segundo Summer Game Fest ocorreu de 10 de junho a 22 de julho de 2021. De 15 a 21 de junho de 2021, a ID@Xbox ofereceu uma série de demos de jogos futuros na plataforma Xbox como parte do Summer Game Fest.
O Summer Game Fest começou com uma transmissão de anúncios de jogos hospedada por Keighley em 10 de junho de 2021. Entre os títulos apresentados estão:
- Among Us
- The Anacrusis
- Back 4 Blood
- Call of Duty: Warzone
- The Dark Pictures Anthology: House of Ashes
- Death Stranding Director's Cut (PS5)
- Elden Ring
- Escape from Tarkov
- Evil Dead: The Game
- Fall Guys
- Jurassic World Evolution 2
- Lost Ark
- Metal Slug Tactics
- Monster Hunter Stories 2: Wings of Ruin (NS)
- Overwatch 2
- Planet of Lana
- Salt and Sacrifice
- Solar Ash
- Tales of Arise
- Tiny Tina's Wonderlands (PC, PS4, PS5, XBO, XBXS)
- Two Point Campus
- Valorant
- Vampire: The Masquerade - Bloodhunt

O Summer Game Fest incluiu o primeiro Tribeca Games Spotlight em 11 de junho de 2021, apresentando jogos que haviam sido indicados ao primeiro prêmio de videogame do Tribeca Film Festival.
Esses jogos incluíram:
- The Big Con
- Harold Halibut
- Kena: Bridge of Spirits
- Lost in Random
- NORCO
- Sable
- SIGNALIS
- 12 Minutes

Koch Media apresentou uma vitrine em 11 de junho de 2021, como parte do Summer Game Fest. Além de apresentar sua nova editora, Prime Matter, a apresentação da Koch Media cobriu os seguintes jogos:
- The Chant
- Codename Final Form
- Crossfire: Legion
- Dolman
- Echoes of the End
- Encased
- Gungrave G.O.R.E.
- King's Bounty 2
- The Last Oricru
- Painkiller 2
- Payday 3
- Scars Above

A Sony participou do evento realizando um State of Play em 8 de julho de 2021. Os anúncios feitos durante o evento incluem:[carece de fontes?]
- Arcadegeddon
- Deathloop
- Death Stranding: Director's Cut
- Demon Slayer -Kimetsu no Yaiba- The Hinokami Chronicles
- F.I.S.T.
- Hunter's Arena: Legends
- Jett: The Far Shore
- Lost Judgment
- Moss: Book II
- Sifu
- Tribes of Midgard

### 2022
O terceiro Summer Game Fest ocorreu ao longo de junho de 2022, com sua programação principal de 9 a 12 de junho. Editores participantes com vitrines individuais incluíram a Capcom, a Devolver Digital, a Epic Games, a Netflix, a Nintendo, a Sony e a Xbox.

### 2023
O quarto Summer Game Fest foi um evento digital e físico combinado pela primeira vez, realizado em 8 de junho de 2023, no YouTube Theater em Los Angeles; um componente físico estava disponível para a imprensa em 2022.
As seguintes empresas foram apresentadas:
| - Activision - Amazon Games - Annapurna - Bandai Namco Entertainment - Behaviour - Capcom - CD Projekt RED - Devolver Digital - Digital Extremes - Disney - Electronic Arts - Epic Games - Focus Entertainment - Gearbox Publishing - Grinding Gear Games | - hoyoverse - Kabam - Larian Studios - Level Infinite - Magic the Gathering - Neowiz - Netflix - Nexon - Niantic - North Beach Games - Paradox - Pearl Abyss - Phoenix Labs - Plaion | - PlayStation - Pocket Pair - Razer - Samsung Gaming Hub - Second Dinner - Sega - Smilegate - Square Enix - Steam - Techland - Tribeca Festival - Ubisoft - Warner Bros. Games - Xbox |

A Nintendo não foi apresentada; em vez disso, a empresa teve uma apresentação online Nintendo Direct em 21 de junho.

### 2024
O quinto Summer Game Fest será realizado em junho de 2024.